# Оспанов, Хабибулла Кусаинович
Хабибулла Кусаинович Оспанов (10 июля 1932 — 25 ноября 2022) — известный химик, единственный учёный в истории современного Казахстана, который имеет на своем счету сразу четыре мировых открытия, учёный, педагог, доктор химических наук, профессор, общественный деятель, академик международной академии минеральных ресурсов, «Заслуженный изобретатель КазССР», «Отличник образования Республики Казахстан».

## Биография
Родился 10 июля 1932 года в с. Торайгыр Баян-Аульского района Павлодарской области. Происходит из рода бегендык племени аргын.
С 1938 по 1942 годы учился в школе в п. Александровка Баян-Аульского района Павлодарской области. С 1943 по 1945 годы работал в Александровском руднике и в колхозе Жана-Жол разнорабочим, являясь участником трудового фронта во время Великой Отечественной войны 1941—1945 гг. В 1950 году окончил среднюю школу.
В 1950—1955 гг. учился на химическом факультете Казахского государственного университета.
В 1965 г. защитил кандидатскую диссертацию на тему «Электрохимическое исследование унитиола в ртутных и платиновых электродах и их применение в анализе минерального сырья».
В 1979 году защитил докторскую диссертацию в Институте неорганической химии СО АН СССР (Академгородок, г. Новосибирск) на тему «Разработка физико-химических основ и принципов прогнозирования процессов последовательного растворения минералов и неорганических материалов (на примере сульфидов, оксидов, силикатов)».

## Трудовая деятельность
• 1955 г. — преподаватель химии в средней школе поселка Майкаин Павлодарской области
• 1956—1957 — инженер химической лаборатории комбината «Майкаинзолото»
• 1958—1961 — начальник Центральной химической лаборатории комбината «Майкаинзолото»
• 1962—1964 — аспирант кафедры химии редких элементов химического факультета КазГУ им. С. М. Кирова
• 1965 — младший научный сотрудник кафедры химии редких элементов химического факультета КазГУ им. С. М. Кирова
• 1966—1976 — старший научный сотрудник той же кафедры КазГУ им. С. М. Кирова
• 1977—1983 — заведующий проблемной лабораторией химии редких элементов химического факультета КазГУ им. С. М. Кирова
• 1983 — заведующий кафедрой физической химии и электрохимии КазГУ им. Аль-Фараби
• 1983—2002 — заведующий кафедрой физической химии и электрохимии КазГУ им. Аль-Фараби
• 2002—2022 — профессор кафедры физической химии и электрохимии КазНУ им. Аль-Фараби

## Научная деятельность
Автор более 1200 научных публикаций, в том числе 22 монографии и 20 учебников и учебных пособий. Автор 150 изобретений и патентов, 3 международных инноваций. Под его руководством защищено 48 кандидатских и 8 докторских диссертаций.
• В 2003 г. Международная Ассоциация авторов научных открытий выдала диплом № 283 на открытие — «Закономерность изменения скорости растворения труднорастворимых минералов комплексообразующих растворах и окислительных средах» и наградила Оспанова Х. К. серебряной медалью.
• В 2004 г. Международная Ассоциация авторов научных открытий выдала диплом № 255 на открытие — «Закономерность изменения интенсивности гальванического действия между сульфидами в комплексообразующих реагентах» и наградила его золотой медалью.
• В 2009 г. Международная ассоциация авторов научных открытий выдала диплом № 373 на открытие «Закономерность изменений эффективности действия растворяющих реагентов и последовательность прохождения конкурирующих реакций, протекающих на границе раздела твердое тело-жидкость» наградила автора второй золотой медалью (Москва, 2009 год)
1. A.c. № СССР. Экспресс-определение соединений свинца.1959 /Соавт.: Оспанов Х. К., Сонгина О. А. (Публ. не подлежит)
2. A .C . № 195185 СССР Способ селективного определения меди, куприта и тенорита. 1967 / Соавт.: Оспанов Х. К., Сонгина О. А., Юсупова А. Б. (Публ. не подлежит)
3. А.с. № 204670 СССР. Способ определения дисульфида рения. — 1967 /Соавт.: Оспанов Х. К., Юсупова А. Б., Сонгина О. А. (Публ. не подлежит)128
4. А.с. № 224137 СССР. Способ определения хризоколлы (силиката меди). — 1968 / Соавт.: Оспанов Х. К., Тембер Н. И. (Публ.не подлежит)
5. А.с. № 252708 СССР. Способ определения металлического серебра в рудах. 1969 /Соавт.: Оспанов Х. К., Куфельд Г. Р., Абетова Э. К. (Публ. не подлежит)
6. А.с. № 252711 СССР Способ определения и модификации окислов алюминия в присутствии а — формы. 1969 /Соавт.: Оспанов Х. К., Федосов С. Н. (Публ. не подлежит)
7. А.С. № 259458 СССР Способ раздельного определения различных форм соединений серебра в рудах и продуктах обогащения. — 1969 /Соавт.: Оспанов Х. К., Абетова Э. К., Куфельд Г. Р. (Публ. не подлежит)
8. А.С. № 265546 СССР Способ определения окиси цинка.1969 /Соавт.: Оспанов Х. К., Алимпева С. Д., Сонгина О. А., Омарова Р. С., Усвянцев А. А., Тимохин Э.(Публ. не подлежит)
9. А.с. № 279156 СССР. Способ определения трехвалентного таллия в присутствии одновалентного таллия. — Заявл. 28.04.69 Ю.А.с. № 283582 СССР Способ перевода золота в раствор/ Соавт.: Н. И. Тембер. — Заявл. 24.02.70
10 .А.с. № 305406 СССР Способ определения сульфидов сурьмы /Соавт.: С. Д. Алимпева. — Заявл. 12.03.70
11. А.с. № 376717 СССР Способ определения окиси цинка /Соавт.: С. Д. Алимпева , О. А. Сонгина. — Заявл. 24.03.71
12. А.с. № 304234 СССР. Способ определения окиси магния /Соавт.: С. Д. Алимпева, Р. С. Омарова, О. А. Сонгина, А. А. Усвянцев, Э.Тимохин.-Заявл. 18.06.68
13. А.С. № 437011 СССР. Способ определения халькозина и орнита в рудах и продуктах обогащения /Соавт.: Л. Н. Сиромаха.-Заявл.: 19.05.71
15. А.с. № 472586 СССР. Способ выделения окиси цинка из твердых образцов /Соавт.: С. Д. Алимпева. — Заявл. 19.12.74 и др.

## Награды и звания
1. Доктор химических наук (1981)
2. Профессор (1983)
3. Академик международной академии минеральных ресурсов
4. «Заслуженный изобретатель КазССР» (1976)
5. Нагрудный знак «Изобретатель СССР» (1977)
6. Медаль «Ветеран труда» (1982)
7. Медаль «За доблестный труд в Великой Отечественной войне 1941—1945 гг.»
8. Нагрудный знак «За отличные успехи в области высшего образования СССР» (1984)
9. Юбилейная медаль «Сорок лет Победы в Великой Отечественной войне 1941—1945 гг.» (1985)
10. Юбилейная медаль «50 лет Победы в Великой Отечественной войне 1941—1945 гг.» (1993)
11. Нагрудный знак «Отличник образования Республики Казахстан» (1996)
12. Награжден именной платиновой медалью и занесен в книгу «Outstanding Intellectuals of the XXI st Century», Cambridge,18 England («Выдающийся ученый XXI века», Кембридж, Англия) стр. 377. (2001)
13. Нагрудный знак «За высокие достижения в науке» (2002)
14. Лауреат независимой премии «Платиновый Тарлан» (2007)
15. Лауреат премии им. академика Е.А Букетова и награжден золотой медалью Академии Минеральных Ресурсов РК (2011)
16. Лучшие 100 ученых мира 2012 года. Избрали как одного из 100 лучших учёных — 2012 по версии IBC (Международный Биографический Центр) (2012)